# Strömasjön
Strömasjön är en sjö i Storumans kommun i Lappland och ingår i Umeälvens huvudavrinningsområde. Sjön har en area på 0,282 kvadratkilometer och ligger 550,1 meter över havet. Strömasjön ligger i Vindelfjällen Natura 2000-område.

## Delavrinningsområde
Strömasjön ingår i det delavrinningsområde (732757-145560) som SMHI kallar för Utloppet av Strömasjön. Medelhöjden är 602 meter över havet och ytan är 1,81 kvadratkilometer. Räknas de 2 avrinningsområdena uppströms in blir den ackumulerade arean 26,63 kvadratkilometer. Vattendraget som avvattnar avrinningsområdet har biflödesordning 2, vilket innebär att vattnet flödar genom totalt 2 vattendrag innan det når havet efter 436 kilometer. Avrinningsområdet består mestadels av skog (79 procent). Avrinningsområdet har 0,28 kvadratkilometer vattenytor vilket ger det en sjöprocent på 15,3 procent.